# Szoszana Kossower
Szoszana Kossower ps. Emilia Rozencwajg (ur. 10 kwietnia 1922 w Radzyminie, zm. 18 czerwca 2008 w Tel Awiwie) – członkini i wychowanka Betaru, żydowska działaczka ruchu oporu w czasie II wojny światowej, łączniczka żydowskiego i polskiego podziemia.

## Życiorys
Urodziła się w Radzyminie, w rodzinie urzędnika Józefa Aarona Kossowera i Sary Cipory de domo Elman. Wychowała się w rodzinnym mieście i mieszkała w nim prawie do likwidacji radzymińskiego getta w 1942. W czasie okupacji niemieckiej straciła dwie siostry i ojca.
Do Warszawy przybyła pod imieniem Emilia Hodkowska i do końca wojny posługiwała się imieniem „Emilka”. Ukrywała się po stronie aryjskiej, gdzie została łączniczką Armii Krajowej. Używała pseudonimów „Jadwiga Ledźwińska” i „Wanda Borkowska”, należała do Betaru. Była łączniczką Żydowskiego Związku Wojskowego (ŻZW), choć deprecjonowała swoją działalność w ŻZW. W wywiadzie udzielonym w 2000 r., polskiej dziennikarce Ance Grupińskiej wspominała, że nie była specjalnie aktywna. Jak sama wspomina „ze dwa razy zaniosłam broń do getta. Kupiłam ją po aryjskiej stronie i zaniosłam. Dałam ją komuś, ale nie pamiętam, jak on się nazywał. Nawet radziłam mu, żeby wyszedł z getta, bo on nie wyglądał jak Żyd. Ale nie chciał, został tam” oraz „ja nawet nie wiedziałam, że jest jakaś organizacja ŻZW. Żydzi prosili mnie o broń, udało mi się ją kupić, to im zaniosłam. Mnie nie było ważne, kto gdzie należy, wiedziałam, że broń jest przeciw Niemcom i to wszystko”.
Uczestniczyła w organizacji pomocy dla Żydów, wraz z Teodorem Pajewskim uwolniła historyka Emanuela Ringelbluma z obozu pracy w Trawnikach. Przeprowadzała także Żydów z getta warszawskiego na stronę aryjską, w tym Rubina Feldszuha z żoną i córką, Jonasa Turkowa Hersza Berlińskiego oraz Eliahu Erlicha. Działała w Batalionie Armii Krajowej im. Waleriana Łukasińskiego i Żydowskim Komitecie Narodowym. Uczestniczyła w powstaniu warszawskim, po czym końca wojny dotrwała w obozie jenieckim Stalag VI C.
Po 1945 r. wyszła za mąż i urodziła córeczkę. Była pracowniczką Komitetu Żydowskiego, który znajdował się w Warszawie, przy ulicy Targowej. Najprawdopodobniej z obawy przez aresztowaniem nie przyznawała się do przynależności do Betaru i Armii Krajowej. Wyjechała z Polski w 1950 r.

## Upamiętnienia i odznaczenia
W 2020, na 78. rocznicę wybuchu powstania w getcie warszawskim, przy metrze Centrum odsłonięto mural poświęcony kobietom walczącym w powstaniu. Została tam upamiętniona jako jedna z 9 Żydówek. W 2022, wraz z Teodorem Pajewskim, została odznaczona Krzyżem Komandorskim Orderu Odrodzenia Polski.